# Robert Dickson
Robert Dickson (23 de julio de 1944 – 19 de marzo de 2007), poeta, traductor y académico canadiense.
Ejerció la docencia en el Departamento de Estudios Franceses y Traducción en la Universidad Laurenciana de Greater Sudbury, Ontario. En 2002 fue galardonado con el Premio del Gobernador General en Poesía en Francés por su libro Humains paysages en temps de paix relative.
Dickson también escribió canciones para el grupo de folk rock CANO en los años 1970. También tradujo obras literarias el inglés y el francés, incluyendo obras de Jean-Marc Dalpé y Tomson Highway.
Dickson fallece de cáncer cerebral en su hogar de Sudbury.